# ¡Qué difícil es amar!
¡Qué difícil es amar! es una película de comedia romántica peruana de 2018 basado en la obra y dirección de David Ames. Está protagonizada por Diego Bertie, Óscar López Arias y Valentín Prado, contando con las participaciones estelares de Milett Figueroa, Daniela Sarfati, Korina Rivadeneira y Masha Chávarri. El nombre de la cinta es titulada en honor al tema musical homónimo del año 1997, interpretado por Bertie.

## Sinopsis
La película narra las aventuras de tres amigos enamorados, que tienen la particularidad de vivir juntos como compañeros de cuarto, siendo de edades diferentes; un veinteañero (Valentín Prado), un treintañero (Óscar López Arias) y un cuarentañero (Diego Bertie).

## Elenco
Los actores que conforman el elenco son:
- Diego Bertie
- Óscar López Arias
- Valentín Prado
- Daniela Sarfati
- Milett Figueroa
- Korina Rivadeneira
- Masha Chávarri

## Recepción
En octubre de 2017 se estrenó el primer avance de la cinta musical con todo el elenco completo.
La película estaba programada para estrenarse el 11 de enero de 2018 en los cines peruanos, pero el estreno se retrasó hasta el 1 de febrero del mismo año por motivos de marketing.